# イヴァン3世
イヴァン3世ヴァシーリエヴィチ（ロシア語: Иван III Васильевич, ラテン文字転写: Ivan III Vasilevich, 1440年1月22日 - 1505年10月27日）は、モスクワ大公（在位1462年 - 1505年）。大帝、暴帝とも言われる。
ヴァシーリー2世とセルプホフ公ウラジーミルの孫娘であるボロフスクの公女マリヤ・ヤロスラヴナの長男。イヴァン大帝（Иван Великий）の異称で知られ、ルーシ北東部を「タタールのくびき」から解放し、モスクワ大公国の支配領域を東西に大きく広げて即位時から4倍増とし、強力な統一国家を建設した名君と評価される。

## 生涯

### ロシア統合
イヴァンは即位直後から侵略、婚姻、相続といった様々な手段を使い近隣諸地域の併合を続けていった。まず1463年にヤロスラヴリの諸公に、1474年にはロストフの諸公にそれぞれ統治権を譲渡させた。イヴァンは1465年に妹アンナ・ヴァシーリエヴナをリャザン大公ヴァシーリー3世に嫁がせてリャザン公国を保護国化し、さらに1503年に公国の半分を自領に組み入れた。
またトヴェリ公国はイヴァンの最初の妻マリヤ・ボリソヴナの兄ミハイル3世が統治していたが、この義兄はポーランド王およびリトアニア大公のカジミェシュ4世と結んでイヴァンに敵対しようと企んで、逆にイヴァンによって1485年にトヴェリを奪われた。イヴァンは別々の法体系を持つ諸地域を自領に組み入れていったが、モスクワ大公国全域に適用される1497年法典を施行してこれに対処し、中央集権体制への先鞭をつけた。この法典は訴訟規則や刑罰を規定し、また聖ユーリーの日に認められていた農民の移動の自由などにも法的規制を設けた。

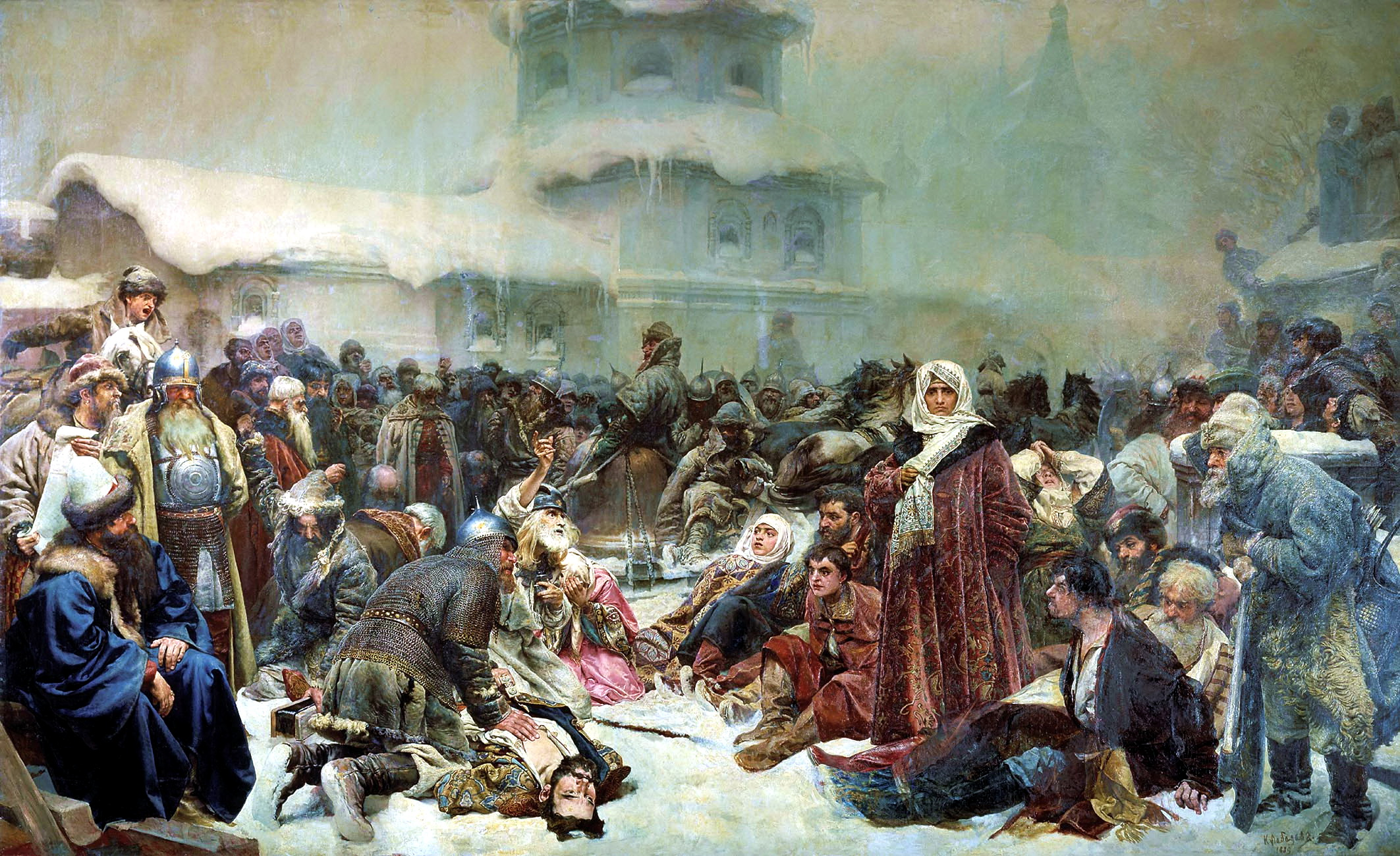
イヴァン3世によるノヴゴロド共和国の破壊

大公国内の分領制の伝統は続いていたが、イヴァンはその弊害を最小限に抑える努力を怠らなかった。1462年、大公位の継承と同時にイヴァンは大公国領のおよそ半分を手に入れたが、残りの領土は慣習に従い4人の弟達に分領として与えられた。しかしイヴァンは2人の弟が子供なくして死ぬと、慣例を破って彼らの所領であるドミトロフ、ヴォログダを回収した（1473年、1481年）。イヴァンのこうした政策に、存命中の2人の弟のうちウグリチ公アンドレイは反対するようになったため、イヴァンはアンドレイを捕えて獄死させた。1486年にもモスクワ大公家の分家が支配するベロオーゼロ公国が併合された。
治世中の最も大規模な併合政策は1478年のノヴゴロド共和国に対するものだった。1471年、イヴァンはノヴゴロドの親リトアニア政権を遠征によって倒し、以前よりもノヴゴロドにとって厳しい条約を結ぶことに成功した。それから間もなくノヴゴロドからの外交文書の中で、イヴァンの呼称をそれまでのゴスポディン(主人・宗主権者)ではなくゴスダーリ(君主・国家の主権者)と記すという一件があった。ノヴゴロドはイヴァンの呼称の件については以前の通りだと述べたが、イヴァンはこれを無礼と咎めてノヴゴロドを包囲し、1477年には直接統治への移行を強要した。これによって、貴族共和政国家ノヴゴロドは終焉を迎え、親モスクワ派も含めた全ての貴族たちは1500年頃までに所領を奪われて他地域に強制移住させられた。大主教、修道院、貴族らから没収した領地は大公に仕える士族たちに与える封地（ポメスチエ）の源泉となり、大公権のさらなる強化につながった。イヴァンの治世の終わりには、ロシアに残るモスクワ国家以外の法的な独立国家は、イヴァンの妹アンナが治めるリャザン公国およびプスコフ共和国のみとなったが、この二国も実質的にはモスクワの支配下にあり、ロシアの統一がほぼ達成された。

### 再婚

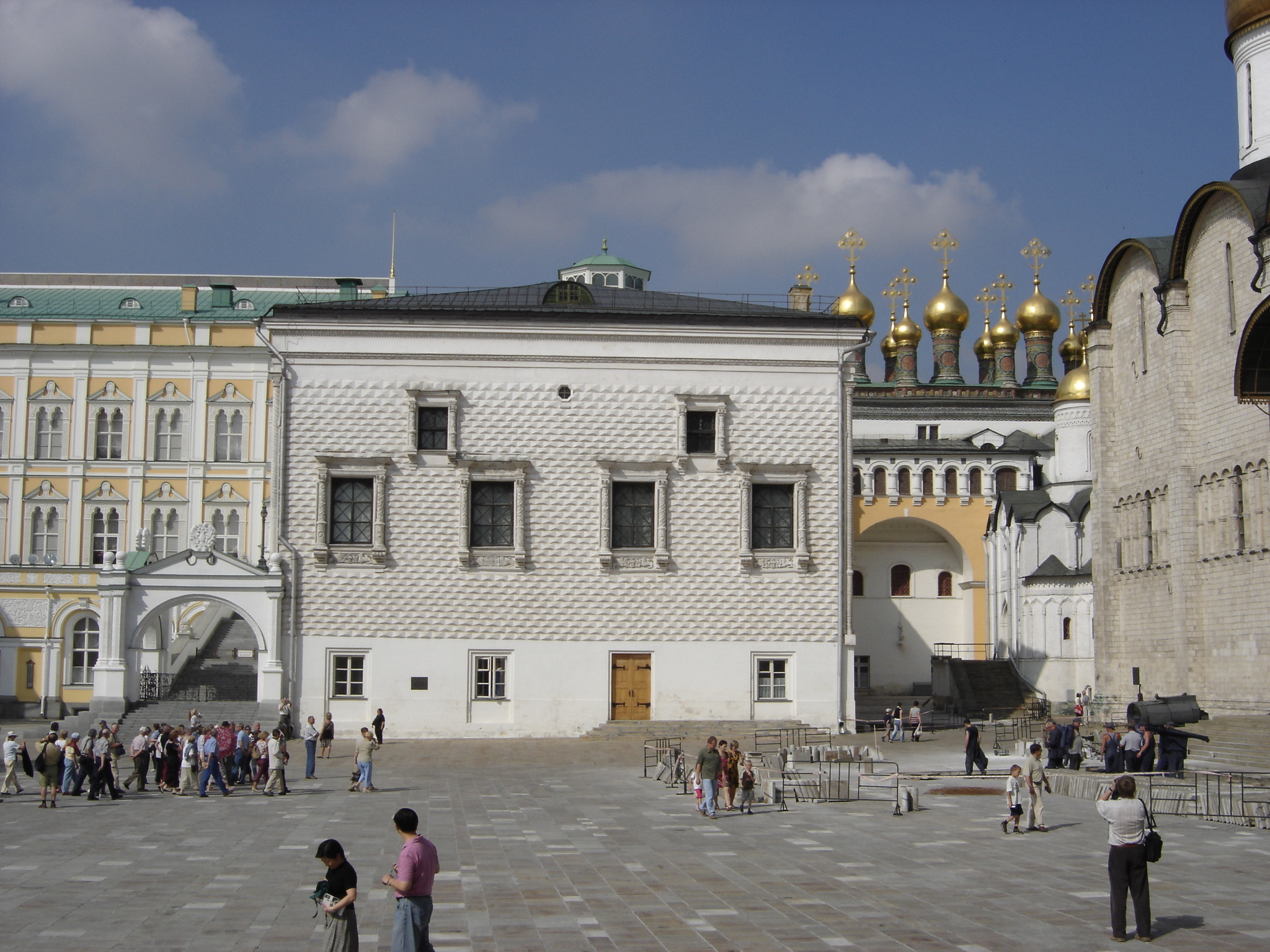
イヴァン3世がイタリア人建築家に設計させたグラノヴィータヤ宮殿

1467年に妻マリヤに先立たれたイヴァン3世は1472年、最後のビザンツ皇帝コンスタンティノス11世パレオロゴスの弟ソマス皇子の娘ゾイ（ロシア語名ソフィヤ）と再婚した。ソフィヤとの結婚はその後見人だったローマ教皇パウルス2世の強い後押しで実現したものだった。教皇には正教会に属するロシア教会をローマ・カトリック教会に鞍替えさせ、モスクワをオスマン帝国の脅威に対抗するための駒にする意図があった。
イヴァンはソフィヤと結婚した1470年代から「ツァーリ」の称号を使用し始めた。ただしこの称号はタタールの君主やロシア近隣諸国の王を指す時に使われるもので、もともとは「カエサル」（ローマ副帝）に語源をもつとはいえ、当時のロシアでは「王」「独立した君主」程度の意味しかなかった。ツァーリ称号を使用し始めたことを、ビザンツ皇族女性との結婚によって東ローマ帝国の後継者になったという政治的主張と解釈するのは、当時のロシアの国際的地位から見ても無理があると思われる。しかし後世になって、ロシア国家が「第三のローマ」として世界帝国の継承国家を自認するうえで、この結婚が大きく影響したことは間違いない。
ギリシャ人とはいえ亡命地ローマで育ったソフィヤは、洗練されたイタリアの文化を文化的辺境であるモスクワに持ちこんだ。イヴァンはルネサンス建築への関心を示し、イタリア人の建築家や技術者を呼び寄せてモスクワのクレムリン内にある宮殿や教会の本格的な建設や改築を行わせた。建築家のアリストティル・フィオラヴァンティがウスペンスキー大聖堂を1479年に完成させたのを始め、ブラゴヴェシチェンスキー大聖堂やアルハンゲリスキー大聖堂が建設・再建されて、堅牢な城砦であったクレムリンは壮麗な宮殿へと変貌を遂げた。

### タタールとの戦い

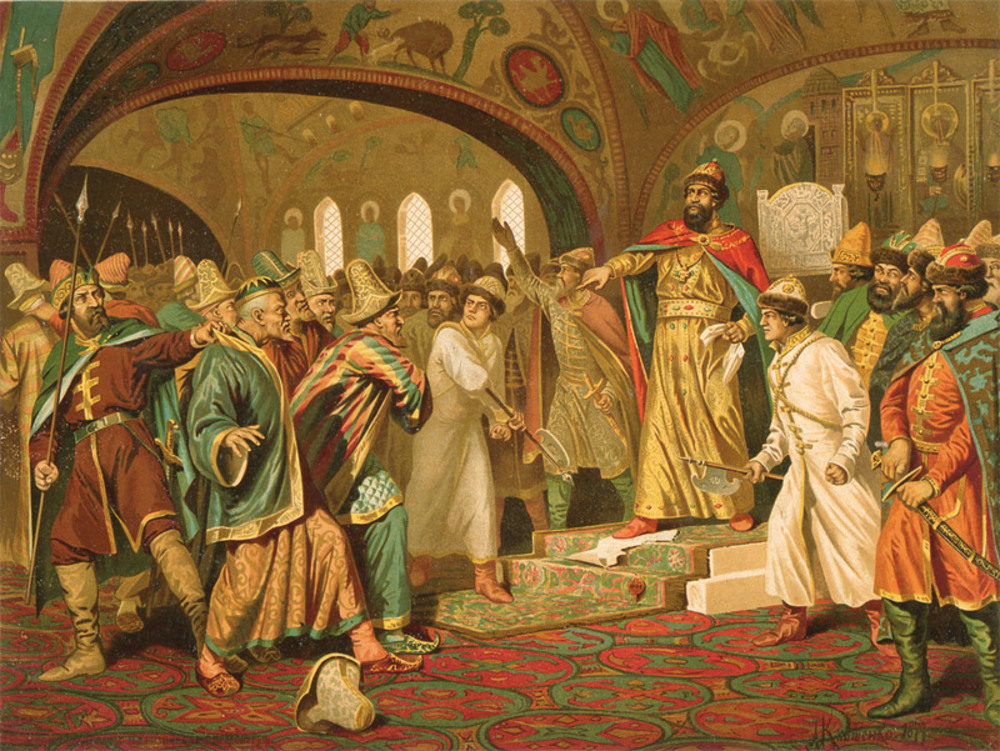
アフマド・ハンからの臣従要求の手紙を破り捨てるイヴァン3世

イヴァン3世統治期のモスクワ国家は、西部ではリトアニア大公国、東部・南部のタタール支配下の諸地域ではジョチ・ウルスの正嫡を自任する大オルダと敵対しており、この東西の敵が同盟を結んでモスクワに挑戦する状況にあった。このためイヴァンはクリミア・ハン国のメングリ1世ギレイと同盟してこれに対抗した。
大オルダの君主であったアフマド・ハンは、モスクワ大公に対して貢納と臣従の再確認を要求して、何度もモスクワに攻め込んでいた。1480年10月、アフマド・ハンはポーランド王・リトアニア大公のカジミェシュ4世の援軍を期待しつつ、モスクワへの大規模な遠征を開始したが、イヴァンはウグラ川に大軍を結集させてアフマド軍の渡河を阻止し、アフマド・ハンは数週間後に退却した。このウグラ河畔の対峙は、ロシアが「タタールのくびき」から最終的に解放されたことを象徴する事件として、ロシアの歴史で最も重要な出来事の一つとされる。
イヴァン3世はカザン・ハン国の保護国化も試み、カザンの皇子でモスクワの臣下となってカシモフ・ハン国を統治していたカースィムをカザンのハンに立てようと考え、1476年から1469年にかけてカザンに三回の遠征を行ったが、成功しなかった。さらに1482年に再びカザンでハン位の後継者争いが起きて、敗退したムハンマド・アミーン皇子がモスクワに逃れて援助を要請すると、イヴァンは1487年にモスクワ軍を率いてカザンを包囲し、対立ハン・イルハム皇子の政権を崩壊させた。復位したムハンマド・アミーンはイヴァン3世への忠実な同盟者となり、イヴァンは以後のリトアニアとの戦いに専心することが容易になった。しかしイヴァンはタタール諸国への貢納を不定期の「贈り物」として続けており、タタールは未だロシアの脅威であり続けていた。

### 西側への拡大

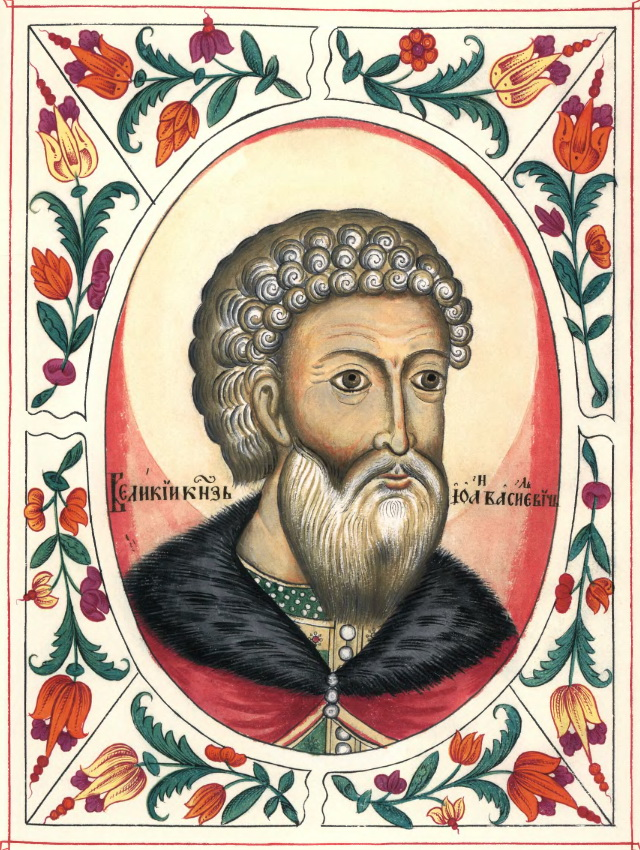
17世紀に描かれたイヴァン3世の肖像画

イヴァンは1480年代頃からリトアニア国境への侵入を始め、リトアニア大公国領の一部であるルーシ西部への影響力を築いていった。1492年にカジミェシュ4世が死ぬと、ポーランド王位とリトアニア大公位が2人の息子たちに別々に受け継がれたため、両国の同君連合が一時的に解消された。イヴァンはこれを好機と見て、リトアニア大公国領のヴャジマを占領した。モスクワとリトアニアは1494年に休戦条約を結び、リトアニアはイヴァンが主張する「全ルーシの君主」という称号を認め、モスクワが占領したリトアニア領（オカ川上流公国群など）を割譲した。そして翌1495年には、イヴァンの娘エレナがリトアニア大公アレクサンデル（アレクサンドラス）と結婚した。
当時のリトアニア大公国ではカトリック教会が国内の正教徒を圧迫しており、ルーシ系のリトアニア大貴族たちの中には正教徒に対する扱いに我慢できなくなってイヴァン3世に臣従を誓う者も出るようになった。1500年5月、イヴァンはリトアニアに対する戦争を再開し、ヴェドロシャの戦いで敵軍を破った。一方、娘婿のアレクサンデルは1501年に兄が死んだためポーランド王位を継承して、ポーランド＝リトアニア連合王国を復活させており、ポーランド軍をこの戦争に投入して、重要都市スモレンスクを防衛することが出来た。1503年4月に再び休戦条約が結ばれ、モスクワはチェルニーヒウ、ノヴゴロド＝セーヴェルスキーなどを含むリトアニア支配下にあったルーシ西部のかなり広い地域を自領に組み入れた。
バルト海に接するノヴゴロド共和国とプスコフ共和国を支配下に収めたことにより、イヴァンは必然的にリヴォニアのドイツ騎士団、スウェーデンなどとのバルト海世界の覇権争いに巻き込まれた。ドイツ騎士団の野心に対抗するため、イヴァンは1492年にナルヴァの対岸に要塞都市イヴァンゴロドを建設したが、この地は経済的な拠点としても繁栄した。イヴァンはさらにデンマーク王ハンスと同盟を結び、1495年には共同でスウェーデンとの戦争に乗り出したが、この戦争はデンマークを利するだけに終わった。

### 後継者問題

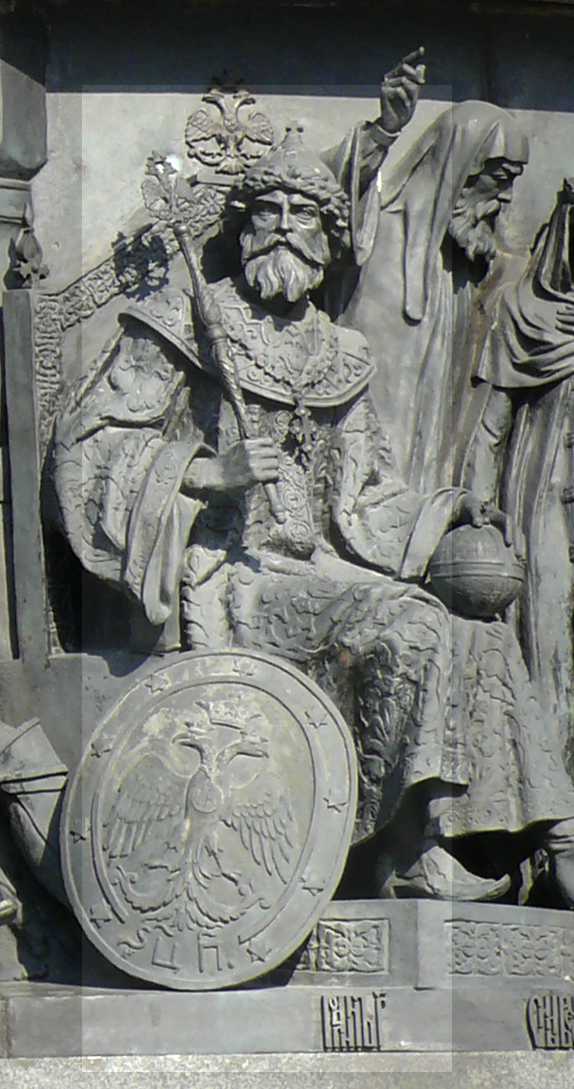
ノヴゴロドのイヴァン3世像

1490年、イヴァンの同名の長男で後継者だったイヴァンが没すると、その息子ドミトリーと、異母弟ヴァシーリーのいずれを世継ぎにするかで対立が起きた。これは双方の母親であるエレナ・ステパノヴナ（モルダヴィア公シュテファン3世の娘）と大公妃ソフィヤとの宮廷における主導権争いが表面化したものであった。ドミトリーを支持したのはイヴァン3世と親しい大貴族派閥であり、ヴァシーリーの支持者にはイヴァン3世に批判的な人々が多かった。この対立をさらに複雑にしたのは宗教問題である。ロシア正教会は当時、教会財産の放棄を訴える非保有派と、これに反対する保有派に分かれて対立していたが、ドミトリーの母エレナは非保有派に近いセクト「ユダヤ派」の信者のため、保有派はドミトリーを嫌っていた。イヴァン3世本人はといえば、教会財産を没収する目的から、非保有派を支持していた。
1497年、ヴァシーリー支持者によるドミトリー暗殺計画が露見し、ヴァシーリーの支持者の多くの者が処罰を受け、ヴァシーリーと母ソフィヤ大公妃も軟禁状態におかれた。1498年2月にはドミトリーが共同統治者とされたが、ソフィヤは陰謀をめぐらして夫の重臣ヴァッシアン・パトリケーエフ公を失脚させ、自分と息子の名誉を回復させた。そして1500年にはヴァシーリーが改めて共同統治者に指名され、1502年にはドミトリーと母エレナが逮捕された。ヴァシーリーの勝利は正教会内における保有派の優位を決定づけ、1503年の教会会議ではヨシフ・ヴォロツキーら保有派の主張が通り、教会財産の世俗化は否定された。さらに翌1504年にはユダヤ派が異端として断罪され、非保有派に近い自らの立場が弱まってゆく中で、イヴァン3世は1505年10月に死去した。